# Galactites
Galactites, возможное русскоязычное название галактитес (в ботанических авторитетных источниках упоминание растения не встречается), — род семейства Астровые, или Сложноцветные (Asteraceae), произрастающих в южной Европе и Северной Африке. Распространенное в средиземноморском регионе сорное растение.

## Название
Научное латинское родовое название Galactites образовано от корня др.-греч. γάλα (gála — «молоко» или «латекс») и суффикса др.-греч. -ίτης (-ítēs), используемого для образования существительных мужского рода и дано по окраске листьев, имеющих молочно-белые центральные жилки и зачастую дополнительные беловатые штрихи по листовой пластинке . Русскоязычное название не определено, так как описание этого ботанического рода в авторитетных источниках не встречается.

## Ботаническое описание[5]
Густо опушённые белыми волосками однолетние травы.
Листья очередные с долями или зубцами, оканчивающимися выраженными шипами.
Корзинки одиночные или в кистевидных щитках или кластерах.
Обёртка яйцевидная, чешуйки обёртки перекрывающиеся, внешние и средние с твердым, выступающим, направленным вверх центральным ребром. 
Цветоложе густоопушенное.
Внутренние цветки маленькие, цилиндрические, обоеполые. Внешние - крупные, трубчатые, стерильные.
Окраска венчика от фиолетовой до белой.
Семянки цилиндрические, ребристые, голые. Хохолковые волоски перьевидные, белые.

## Экология и распространение
Природный ареал охватывает средиземноморские регионы и юго-западную Европу, северо-западную Африку, следующие страны и территории - Албания, Алжир, Азорские, Балеарские, Канарские острова, Франция, Греция, Италия, Крит, Мадейра, Марокко, Португалия, Сардиния, Сицилия, Испания, Тунис, Югославия. Представители рода интродуцированы в Германии и Великобритании.

## Классификация

### Таксономическое положение[1]
Galactites Moench, 1794, Methodus : 558
Род Galactites относится к семейству Астровые (Asteraceae) порядка Астроцветные (Asterales). Кладограмма в соответствии с Системой APG IV:
|  |                                      |  |                                   |                                   |                    |  | ещё 11 семейств |                |                |                                                             |
|  |                                      |  |                                   |                                   |                    |  |                 |                |                | 4 подтвержденных вида и 6 таксонов, ожидающих подтверждения |
|  |                                      |  |                                   | порядок Астроцветные              |                    |  |                 |                | род Galactites |                                                             |
|  |                                      |  |                                   | порядок Астроцветные              |                    |  |                 |                | род Galactites |                                                             |
|  | отдел Цветковые, или Покрытосеменные |  |                                   |                                   | семейство Астровые |  |                 |                |                |                                                             |
|  | отдел Цветковые, или Покрытосеменные |  |                                   |                                   |                    |  |                 |                |                |                                                             |
|  |                                      |  | ещё 63 порядка цветковых растений | ещё 63 порядка цветковых растений |                    |  |                 | ещё 1895 родов | ещё 1895 родов |                                                             |
|  |                                      |  |                                   | ещё 63 порядка цветковых растений |                    |  |                 |                | ещё 1895 родов |                                                             |

### Виды
- В статусе подтвержденных
  - Galactites duriaei Spach
  - Galactites mutabilis Durieu
  - Galactites tomentosus Moench
  - Galactites × rigualii Figuerola, Stübing & Peris

- В статусе ожидающих подтверждения
  - Galactites australis Steud.
  - Galactites flavospinosus Klatt
  - Galactites ludovicae Bertrand
  - Galactites ludoviciae Bertram
  - Galactites souliei Sennen & Pau
  - Galactites tomentosa Moench